# Главный военный суд Русской императорской армии
Главный военный суд Русской императорской армии — орган государственной власти в Русской императорской армии, Вооружённых сил Российской империи, который как и обычный суд осуществлял правосудие, в форме рассмотрения и разрешения вверенных ему категорий дел в установленном законом Российской империи процессуальном порядке в отношении военнослужащих армии. 
Главный военный суд являлся в Русской армии верховным кассационным судом; не решая дел по существу, он следил за соблюдением точной буквы закона и единообразным его применением прочими военными судами. Во флоте этим занимался Главный военно-морской суд.

## История
Главный военный суд Русской армии состоял из председателя и членов постоянных и временных. Число постоянных членов было установлено штатом (пять), а временные — назначались с Высочайшего соизволения, в числе двух генералов, командующих частями войск в Санкт-Петербурге и его окрестностях или состоящих в штабах этих войск на срок 6 месяцев, при чём каждые три месяца один из временных членов выбывает по очереди. Кроме того, тем же порядком назначается один запасной член.
Рассмотрению Главного военного суда подлежали все кассационные жалобы и протесты на окончательные приговоры военно-окружных и временных военных судов, а также и некоторые частные жалобы и протесты.
Не признавая за Главным военным судом права решать дела по существу, Военно-судебный устав Российской империи предоставлял ему, однако, право в случаях жалоб и протестов, из коих усматривается лишь неправильное определение закона о наказании осужденному, отменяя неправильное определение суда в этом объёме, постановлять самому решение о наказании осужденного в соответствии с законом.
Кроме чисто судебной деятельности, на Главный военный суд был возложен ряд других разнообразных функций. Главнейшей из них является выполнение обязанностей законосовещательного органа, для обсуждения всех законов по военно-судебной части. Этим видом своей деятельности Главный военный суд Русской армии отличался от учреждений того же рода всех остальных государств Европы.
Сам Главный военный суд РИА правом возбуждения законодательных вопросов не обладал, оно принадлежало военному министру, который, или по собственному усмотрению, или по представлениям главного военного прокурора, вносил через последнего законодательные вопросы в Главный военный суд в виде записок, в которых излагались поводы возникновения вопросов, существующие на этот предмет и «проекты будущих узаконений». Заседания Главного военного суда по законодательным вопросам не были публичны. Обсуждение вопроса начиналось с устного доклада дела одним из членов, после чего членами обсуждается вопрос, выслушивалось окончательное заключение главного военного прокурора и производилось голосование. При разногласии мнения большинства и меньшинства представлялись через главного военного прокурора в особом докладе военному министру, который подносил таковой со своим заключением на усмотрение российского монарха.
Если законодательные вопросы касаются и военно-морского ведомства, то они подвергались обсуждению в соединённом собрании Главных военного и Главного военно-морского судов. Главный военный суд облечён был властью предания суду за все общие преступления, не касающиеся обязанностей службы, лишь генеральских чинов, равно как председателя и членов главного военно-морского суда, главного военно-морского прокурора и его товарища (заместителя).
Главный военный суд Русской императорской армии предавал суду за преступные деяния по нарушению должных обязанностей всех лиц военно-судебной магистратуры, лиц военно-прокурорского надзора и военных следователей, временных членов военно-окружных и временных военных судов. Точно также Главный военный суд окончательно решал вопросы о разногласиях между военными прокурорами и военачальниками относительно предания суду, когда военные начальники не находят возможным согласиться с заключением военно-прокурорского надзора на предание военному суду их подчинённых.
От Главного военного суда зависело разрешение на возобновление дел, прекращенных без постановления судебного приговора, вследствие соглашения главного начальника военного округа с военным прокурором или по определению Главного военного суда. Также от Главного военного суда зависело разрешение на возобновление дел по причинам, указанным в законе.
Ведомству Главного военного суда подлежали также дела о дисциплинарных взысканиях с лиц военно-судебного ведомства. Далее, Главному военному суду принадлежало право объявлять замечания и выговоры военным судам в целом их составе или в составе присутствий. Главный военный суд имел право удалять от должности и увольнять от службы за проступки и упущения против судейских обязанностей председателей военно-окружных судов и судей. Ему же предоставлено было право объявлять замечания и выговоры также и временным членам военно-окружных судов за должностные проступки. Дисциплинарному взысканию в отношении указанных выше должностных лиц и дел обязательно предшествовало дисциплинарное производство.
Особенностью Главного военного суда Русской императорской армии являлось непременное слушание заключения главного военного прокурора и объяснений подсудимого. К Главному военному суду обращались для разрешения разногласий военачальников с военным прокурором, по жалобам частных лиц на отказ со стороны военных начальников о производстве предварительных следствий по делам, подсудным военно-окружному суду.
Ревизионные функции за Главным военным судом по закону установлены не были, но, по толкованию практики, Главный военный суд в порядке надзора осуществлял ряд чисто ревизионных действий, как-то: входил в рассмотрение общих и особенно смягчающих вину обстоятельств, признанных судами; рассматривал постановления военно-окружных судов по жалобам и протестам, кои по содержанию своему не могли ни обжаловаться, ни опротестовываться; обнаруживал в приговорах военно-окружных судов нарушения существующих форм и обрядов судопроизводства, хотя бы по ним и не было принесено жалоб и протестов или указывал на такие нарушения суду, их допустившему, или отменял приговор, исправлял его, или даже сам постановлял новый приговор, если означенные действия Главного военного суда не влекли за собой усиление кары виновному. Ревизионные функции выполнялись Главным военным судом в отношении приговоров полковых судов, вступивших в законную силу, представленных на исправление военными начальниками.

## Председатель
Председателем Главного военного суда были:
- в 1877—1880 годах — А. Л. Данзас (член суда с 1867 года);
- в 1887—1889 годах — Н. Н. Мельницкий;
- в 1917 году — А. М. Гурский.

## Члены
Членами Главного военного суда были: А. И. Проворов, Е. Е. Ризенкампф (с 1867 года), Н. К. Тетеревников (с 1871 года), А. Д. Крылов (с 1872 года), Н. В. Симановский (с 1872 года), П. А. Плеве (в 1878 года), С. А. Лейхт (с 1884 года), П. Ф. Неелов (с 1885 года), К. А. Ушаков (с 1890 года), В. И. Гродеков (с 1894 года), Э. Р. Остен-Сакен (с 1906 года), Н. Ф. Дорошевский (с 1909 года), А. Н. Волков (с 1911 года).

## Канцелярия
Канцелярией суда служило главное военно-судное управление, в котором было сосредоточено всё делопроизводство по заведованию личным составом военно-судебного ведомства.